# 毛罗·德菲利皮斯
毛罗·德菲利皮斯（義大利語：Mauro De Filippis，1980年8月10日—），意大利男子射击运动员，2022年世界飞碟射击锦标赛混合团体多向飞碟金牌得主和男子多向飞碟团体铜牌得主、2023年欧洲运动会男子多向飞碟金牌得主和混合团体多向飞碟铜牌得主。